# 德克蘭·賴斯
德克蘭·賴斯（英語：Declan Rice，1999年1月14日—）是英格蘭足球運動員，目前效力於英格兰足球超级联赛球會阿仙奴，是現時世界上現役最強防守中場之一，身價高達1.2億歐元。他出生在英格蘭大倫敦的泰晤士河畔金斯頓，他的祖父母來自愛爾蘭科克，他亦同時擁有英國和愛爾蘭國籍。他早期也為愛爾蘭國家隊效力，後來轉為效力英格蘭足球代表隊。

## 俱樂部生涯

### 西漢姆
2015年12月16日，以青年球員身分加入西汉姆联仅一年多后，赖斯与俱乐部签订了他的第一份职业合同。
2021年5月23日，英超联赛第38轮西漢姆主场對上南安普敦3-0勝利，賴斯首发出场，第86分钟踢進一球確立比分優勢，是球隊前進欧足联欧洲联赛的功臣之一。
2021年9月16日，賴斯在歐洲聯賽客場2-0大勝薩格勒布迪納摩的比賽中首次亮相歐洲賽場，並打進了他的歐戰首球。
2022年5月，在马克·诺布尔於退役後，賴斯被任命為西漢姆聯隊的隊長。
2023年6月7日，在歐協聯決賽中，帶領西漢姆以2-1戰勝佛倫提那，奪得個人首項歐洲足球球會賽事冠軍。

### 阿森纳
2023年7月15日，赖斯以破球會紀錄1億+500萬歐元附加費用，加盟英超球會阿森纳。

#### 2023/2024球季
2023年8月6日，賴斯在社區盾對陣曼城時，表現出極出色的防守能力，協助球隊擊敗對手並取得冠軍。
2023年9月3日，賴斯在阿森納主場3-1戰勝曼聯的比賽中第96分鐘踢進在球隊的首球，幫助球隊在英超BIG 6對手中奪取3分積分。

#### 2024/2025球季
2025年4月8日，賴斯在主場3-0戰勝皇馬的歐冠半決賽中上演任意球梅開二度，是歐冠淘汰賽史上第一人。
2025年6月6日，賴斯獲得槍手球迷52%的選票，被評選為兵工廠2024/25賽季最佳男球員，將他的名字列入了自1967年以來的傑出獲獎者名單中。

## 国家队生涯
赖斯曾入选和代表爱尔兰U16、U17、U21三个年龄段青年队出赛，赖斯直到2017年入选爱尔兰国家队，并在2018年3月对阵土耳其的比赛中完成爱尔兰国家队的首秀。在2018年，赖斯总共为“绿军”出赛了3场友谊赛，暂时拒绝了爱尔兰队的召唤，爱尔兰国家队主帅以及英格兰国家队主帅分别私下交流之后，赖斯最终选择愿为三狮军团效命。
2019年3月22日，2020年欧锦赛预选赛A组英格兰在温布利球场主场5比0大胜捷克，在下半场第63分钟，赖斯替补·阿里登场迎来英格兰代表队首秀。
2019年9月，賴斯說，他從愛爾蘭轉為英格蘭效力後，已經收到網路上的死亡威脅。賴斯也是自1890年代的以來第一位為這兩個國家效力過的球員。
2021年夏天，赖斯透過在聯賽穩定的表現，成功入選國家隊征戰2020年歐洲國家盃。
2024年3月26日，賴斯在對上比利時的友誼賽中達成第50次國家隊出場，並擔任英格蘭足球代表隊隊長，他是第10位擔任英格蘭隊隊長的兵工廠球員，這也是自2005年5月索尔·坎贝尔在與美國隊的友誼賽中獲得此殊榮以來的第一位兵工廠球員。

## 個人生活
賴斯從小就和國家隊隊友美臣·蒙特在切爾西青訓營一起踢球，他們是多年密友。
2022年8月，賴斯證實與交往多年的女友勞倫·弗萊爾生下了他的第一個孩子，一個兒子。

## 生涯數據

### 俱樂部
最後更新：2021年5月23日
| 俱樂部         | 賽季     | 聯賽     | 聯賽 | 聯賽 | 英格蘭足總盃 | 英格蘭足總盃 | 英格蘭聯賽盃 | 英格蘭聯賽盃 | 其他 | 其他 | 總計 | 總計 |
| 俱樂部         | 賽季     | 層級     | 出賽 | 進球 | 出賽         | 進球         | 出賽         | 進球         | 出賽 | 進球 | 出賽 | 進球 |
| -------------- | -------- | -------- | ---- | ---- | ------------ | ------------ | ------------ | ------------ | ---- | ---- | ---- | ---- |
| 西漢姆聯青年隊 | 2016–17  | —        | —    | —    | —            | —            | —            | —            | 2    | 0    | 2    | 0    |
| 西漢姆聯青年隊 | 2017–18  | —        | —    | —    | —            | —            | —            | —            | 1    | 0    | 1    | 0    |
| 西漢姆聯青年隊 | 總計     | 總計     | —    | —    | —            | —            | —            | —            | 3    | 0    | 3    | 0    |
| 西漢姆聯       | 2016–17  | 英超     | 1    | 0    | 0            | 0            | 0            | 0            | 0    | 0    | 1    | 0    |
| 西漢姆聯       | 2017–18  | 英超     | 26   | 0    | 1            | 0            | 4            | 0            | —    | —    | 31   | 0    |
| 西漢姆聯       | 2018–19  | 英超     | 34   | 2    | 1            | 0            | 3            | 0            | —    | —    | 38   | 2    |
| 西漢姆聯       | 2019–20  | 英超     | 38   | 1    | 2            | 0            | 0            | 0            | —    | —    | 40   | 1    |
| 西漢姆聯       | 2020–21  | 英超     | 32   | 2    | 2            | 0            | 1            | 0            | —    | —    | 35   | 2    |
| 西漢姆聯       | 總計     | 總計     | 131  | 5    | 6            | 0            | 8            | 0            | 0    | 0    | 145  | 5    |
| 生涯總計       | 生涯總計 | 生涯總計 | 131  | 5    | 6            | 0            | 8            | 0            | 3    | 0    | 148  | 5    |

1. 1 2  在英格蘭足球聯賽錦標賽的出賽

### 國家隊
最後更新：2025年3月25日
| 國家隊 | 年分 | 出賽 | 進球 |
| ------ | ---- | ---- | ---- |
| 愛爾蘭 | 2018 | 3    | 0    |
| 總計   | 總計 | 3    | 0    |
| 英格蘭 | 2019 | 7    | 0    |
| 英格蘭 | 2020 | 6    | 1    |
| 英格蘭 | 2021 | 14   | 1    |
| 英格蘭 | 2022 | 12   | 0    |
| 英格蘭 | 2023 | 9    | 1    |
| 英格蘭 | 2024 | 14   | 2    |
| 英格蘭 | 2025 | 2    | 0    |
| 總計   | 總計 | 64   | 5    |

### 國家隊進球
| # | 日期           | 場館                                                                       | 場次 | 對手   | 比分 | 賽果 | 賽事                   | 參考來源 |
| - | -------------- | -------------------------------------------------------------------------- | ---- | ------ | ---- | ---- | ---------------------- | -------- |
| 1 | 2020年11月18日 | 英格兰，倫敦 · 温布利球场（Wembley Stadium）                               | 13   | 冰島   | 1-0  | 4-0  | 2020–21年歐洲國家聯賽A | [ 35 ]   |
| 2 | 2021年9月2日   | 匈牙利，布達佩斯 · 普斯卡什競技場（Puskás Aréna）                          | 25   | 匈牙利 | 4-0  | 4-0  | 2022年世界盃資格賽     | [ 36 ]   |
| 3 | 2023年3月23日  | 義大利，拿坡里 · 迭戈·阿曼多·马拉多纳球场（Stadio Diego Armando Maradona） | 40   | 義大利 | 1-0  | 2-1  | 2024年歐洲國家盃外圍賽 | [ 37 ]   |
| 4 | 2024年9月7日   | 爱尔兰，都柏林 · 英傑華球場（Aviva Stadium）                               | 59   | 愛爾蘭 | 1–0  | 2–0  | 2024–25年歐洲國家聯賽B | [ 38 ]   |
| 5 | 2024年10月13日 | 芬兰，赫尔辛基 · 赫爾辛基奧林匹克體育場（Helsinki Olympic Stadium）        | 62   | 芬兰   | 3–0  | 3–1  | 2024–25年歐洲國家聯賽B | [ 39 ]   |

## 榮譽

### 球會
韋斯咸
- 歐洲協會聯賽冠軍：2022–23[40]

 阿仙奴
- 英格蘭社區盾冠軍：2023[41]

### 國家隊
英格蘭
- 歐洲足協國家聯賽季軍：2018–19
- 歐洲國家盃亞軍：2020[42]

### 個人
- 倫敦足球獎年度最佳青年球員：2019
- 愛爾蘭年度最佳青年球員：2019
- 韋斯咸年度最佳球員：2019–20、2021–22、2022–23
- 歐協聯賽季最佳球隊：2022–23
- 歐協聯賽季最佳球員：2022–23
- PFA年度最佳陣容：2023–24（英超）[43]
- 兵工廠賽季最佳球員：2024–25[20]

## 外部連結
- Soccerway資料庫：德克蘭·賴斯
- Profile （页面存档备份，存于） at the West Ham United F.C. website
- Profile （页面存档备份，存于） at the Football Association of Ireland website
- 德克蘭·賴斯－UEFA國際賽競賽紀錄